# Castelfiorentino
Castelfiorentino é uma comuna italiana da região da Toscana, província de Florença, com cerca de 17.006 habitantes. Estende-se por uma área de 66 km², tendo uma densidade populacional de 258 hab/km². Faz fronteira com Certaldo, Empoli, Gambassi Terme, Montaione, Montespertoli, San Miniato (PI).

## Demografia
| Variação demográfica do município entre 1861 e 2011                               |
|                                                                                   |
| Fonte: Istituto Nazionale di Statistica (ISTAT) - Elaboração gráfica da Wikipedia |